# Kvíslavatn
Kvíslavatn är en sjö på Island. Dess yta är 20 km2.